# Investors TFI
Investors Towarzystwo Funduszy Inwestycyjnych S.A. – spółka tworząca i zarządzająca otwartymi i zamkniętymi funduszami inwestycyjnymi. Działa na podstawie ustawy o funduszach inwestycyjnych. Od 2005 roku posiada zezwolenie Komisji Nadzoru Finansowego na zarządzanie portfelami, w skład których wchodzi jeden lub większa liczba instrumentów finansowych. W 2011 roku połączona z DWS Polska TFI SA.
Według stanu na czerwiec 2021 roku TFI zarządza aktywami o łącznej wartości ponad 10,8 mld zł, a z jego usług korzysta 169 tys. klientów. Najstarsze fundusze w ofercie Investors TFI działają nieprzerwanie od 1998 roku.

## Produkty
Investors TFI zarządza ponad 20 otwartymi subfunduszami inwestycyjnymi o zróżnicowanych strategiach i różnym profilu ryzyko-zysk. Firma oferuje możliwość utworzenia Indywidualnych Kont Emerytalnych (IKE). Investors TFI jest również instytucją finansową zarządzającą Pracowniczymi Planami Kapitałowymi oraz Pracowniczymi Programami Emerytalnymi.

## Najważniejsze nagrody
- 2013 – Najlepsze TFI w rankingu gazety Parkiet[9],
- 2014 – wyróżnienie w kategorii Najlepsze TFI w rankingu Analiz Online[10],
- 2015 – wyróżnienie w kategorii Najlepsze TFI rankingu Analizy Online[11], II miejsce w rankingu Rzeczpospolitej[12],
- 2016 – najlepsze TFI w rankingu Rzeczpospolitej[12], najlepsze TFI gazety Parkiet[13],
- 2017 – najlepsze TFI w rankingu Rzeczpospolitej[14], najlepsze TFI w rankingu Analizy Online[15],
- 2018 – najlepsze TFI w rankingu Rzeczpospolitej[16], najlepsze TFI w rankingu Analizy Online[17], najlepsze TFI Gazety Giełdy i Inwestorów Parkiet[18],
- 2019 – najlepsze TFI w rankingu Rzeczpospolitej[19], najlepsze TFI w rankingu Analizy Online[20],
- 2020 – II miejsce w rankingu Rzeczpospolitej[21], Wyróżnienie w rankingu Analiz Online[22]